# Claire Belgická
Princezna Claire Belgická (rozená Claire Louise Coombs, * 18. leden 1974, Bath) je britsko-belgická zeměměřička. Od roku 2003 je vdaná za prince Laurenta a je švagrovou belgického krále Filipa.

## Rodina
Je dcerou Nicholase Johna Coombse (Bath, 14. dubna 1938), britského obchodníka, a jeho belgické manželky Nicole Evy Gabrielle Thérèse, rozené Mertensové (Ixelles, 20. června 1951). Má starší sestru Joannu a mladšího bratra Matthewa. Její rodina se v roce 1977 přestěhovala do Dion-le-Val poblíž Bruselu ve frankofonním Valonsku. Od 3. let proto žije v Belgii.

## Manželství a děti
Dne 12. dubna 2003 se provdala za belgického prince Laurenta, druhého syna a nejmladší dítě belgického krále Alberta II. a belgické královny Paoly. Civilní obřad se konal v bruselské radnici a náboženský obřad v katedrále svatého Michaela archanděla a svaté Guduly.
Pár má tři děti:
- Princezna Louise Sophie Mary, narozená 6. února 2004 ve Fakultní nemocnici v Saint Luc ve Woluwe-Saint-Lambert.
- Princ Nicolas Casimir Marie, narozen 13. prosince 2005 (dvojče) ve Fakultní nemocnici v Saint Luc ve Woluwe-Saint-Lambert.
- Princ Aymeric Auguste Marie, narozen 13. prosince 2005 (dvojče) ve Fakultní nemocnici v Saint Luc ve Woluwe-Saint-Lambert.

Rodina žije ve Villa Clementine v Tervurenu.

## Veřejný život
Na rozdíl od svých dvou švagrových, královny Mathilde a princezny Astrid, nemá princezna Claire definovanou oficiální roli.
Příležitostně se objevuje na veřejnosti doprovázející svého manžela, obvykle na podporu životního prostředí nebo charitativních organizací pro zvířata. Je také přední patronkou bruselské sborové společnosti, která zpívala při náboženské části její svatby. Působí také v organizacích souvisejících se Spojeným královstvím v Belgii. Je členkou správní rady Britské školy v Bruselu a aktivně se účastní charitativních a vzpomínkových akcí pořádaných britským velvyslancem v Belgii.
V březnu 2020, uprostřed rozsáhlého vypuknutí covidu-19, bylo oficiálně oznámeno, že princezna Claire měla pozitivní test na toto infekční onemocnění, které je způsobeno koronavirem zvaným SARS-CoV-2.

## Tituly a oslovení
Coombs získala titul belgické princezny od krále deset dní před svatbou královským výnosem ze dne 1. dubna 2003 (s účinností od data svatby, 12. dubna 2003).

## Vyznamenání
- velkokříž Řádu Leopolda – Belgie, 14. července 2004[3]
- velkokříž Řádu koruny – Nizozemsko, 2006
- velkokříž Řádu prince Jindřicha – Portugalsko, 8. března 2006[4]
- velkokříž Norské královského řádu za zásluhy – Norsko